# Lech Trzeciakowski
Lech Józef Trzeciakowski (ur. 24 grudnia 1931 w Poznaniu, zm. 7 stycznia 2017 tamże) – polski historyk, profesor nauk humanistycznych (1973), badacz historii wieków XIX i XX.

## Dom rodzinny
Syn powstańca wielkopolskiego Mariana Trzeciakowskiego (urzędnika państwowego II Rzeczypospolitej) i Stefanii z domu Dębickiej. W 1938 rozpoczął edukację w szkole powszechnej w Poznaniu, w latach 1939–1945 uczestniczył w tajnym nauczaniu. W 1945 zdał egzaminy kończące szkołę powszechną i zdał egzamin wstępny do Gimnazjum im. Karola Marcinkowskiego w Poznaniu. Należał do XIV Szczepu Harcerskiego „Błękitna Czternastka” im. het. Stanisława Żółkiewskiego.
W 1955 r. ożenił się z Marią Dolatą, z którą miał córkę Aleksandrę (ur. 1956, psycholożkę) i syna Zbyszka (1957–2006), pracownika Uniwersytetu Artystycznego w Poznaniu. Maria Trzeciakowska zmarła w 1989 r. W 1990 r. ożenił się z Ewą Krzyżańską, prawniczką. 14 stycznia 2017 został pochowany na cmentarzu Zasłużonych Wielkopolan w Poznaniu.

## Edukacja i kariera naukowa
- 1951 matura w Gimnazjum im. Karola Marcinkowskiego w Poznaniu
- 1951–1955 studia na Wydziale Filozoficzno-Historycznym Uniwersytetu Poznańskiego
- 1955 magisterium na Uniwersytecie Poznańskim (promotor prof. Witold Jakóbczyk)
- 1959 doktorat na Uniwersytecie im. Adama Mickiewicza w Poznaniu (promotor prof. Witold Jakóbczyk)
- 1964 doktor habilitowany
- 1973 profesor nadzwyczajny[7]
- 1981 profesor zwyczajny[8]

## Praca zawodowa
- 1951 nauczyciel historii w Szkole Podstawowej nr 46 w Poznaniu (od listopada 1951 delegowany na studia)[9]
- od 1955 pracownik naukowo-dydaktyczny w Instytucie Historii Uniwersytetu im. Adama Mickiewicza w Poznaniu (1972–1978 kierownik Zakładu Historii Kultury, 1978-1991 kierownik Zakładu Historii Polski XIX–XX wieku)
- 1973–1978 dyrektor Instytutu Zachodniego w Poznaniu
- 1974–1978 kierownik Zakładu Badań nad Polonią Zagraniczną Polskiej Akademii Nauk
- 2001-2013 profesor Wyższej Szkoły Nauk Humanistycznych i Dziennikarstwa w Poznaniu

## Działalność międzynarodowa
- od 1973 r. – członek Komisji UNESCO Polsko-Niemieckiej ds podręczników szkolnych

- od 1985 r. – członek Commission Internationale des Études Historiques Slaves.(Kongres w Stuttgarcie – 1985)
  - sekretarz generalny 1990 – 1995 (Kongres w Madrycie – 1990)
  - wiceprezydent 1995 – 2000 (Kongres w Montrealu – 1995)
  - prezydent 2000 – 2005 (Kongres w Oslo – 2000)
  - prezydent honorowy 2005 r. (dożywotnio, Kongres w Sydney – 2005)[10]
- wykładowca (visiting profesor)
  - California State University at Hayward, USA 1970
  - University of Florida, Gainesville, USA 1977
  - University of Western Ontario, Kanada 1990
  - Bielefeld Universität, Niemcy1994
  - Meiji University, Japonia 1998
  - Waseda University, Japonia 1998
  - Sophia University, Japonia 1998
- gość Departamentu Stanu USA 1977 – badacz naukowy na kilku uniwersytetach

## Odznaczenia i wyróżnienia
- 1967: Złoty Krzyż Zasługi
- 1974: Medal KEN
- 1974: Nagroda Miasta Poznania i Województwa Poznańskiego
- 1975: Krzyż Kawalerski Orderu Odrodzenia Polski[11]
- 1978: Państwowa Nagroda I stopnia (zespołowa)
- 1984: Krzyż Oficerski Orderu Odrodzenia Polski
- 1999: Nagroda Naukowa Miasta Poznania (wraz z Jerzym Topolskim)
- 2002: Nagroda im. Herdera[12]
- 2004: Dobosz Powstania Wielkopolskiego od ZG TPPW[13]
- 2011: Honorowy Obywatel Miasta Poznania
- 2012: Odnowienie doktoratu prof. Lecha Trzeciakowskiego (UAM)[14]
- 2014: Krzyż Komandorski Orderu Odrodzenia Polski (2 czerwca 2014 r. z nadania Prezydenta RP Bronisława Komorowskiego)[15]

## Publikacje
Autor ponad 350 artykułów w kraju i zagranicą, w tym znajdujących się na Liście Filadelfijskiej oraz 15 książek:
- Polityka polskich klas posiadających w Wielkopolsce w erze Capriviego (1890-1894) (Poznań 1960).
- Wybór tekstów do dziejów kultury Wielkopolski. Red. Roman Pollak (Poznań 1962 – współautorstwo).
- Walka o polskość miast Poznańskiego na przełomie XIX i XX wieku, Wydawnictwo Poznańskie (Poznań 1964).
- Zygmunt Boras, Lech Trzeciakowski, W dawnym Poznaniu. Fakty i wydarzenia z dziejów miasta do 1918 roku, Wydawnictwo Poznańskie (Poznań 1969).
- Kulturkampf w zaborze pruskim, Wydawnictwo Poznańskie (Poznań 1970).
- Zygmunt Boras, Lech Trzeciakowski, W dawnym Poznaniu. Fakty i wydarzenia z dziejów miasta do 1918 roku, Wydawnictwo Poznańskie, wyd. II rozszerzone (Poznań 1971).
- Pod pruskim zaborem 1850-1918, Wyd. Wiedza Powszechna (Warszawa 1973).
- Zygmunt Boras, Lech Trzeciakowski, W dawnym Poznaniu. Fakty i wydarzenia z dziejów miasta do 1918 roku, Wydawnictwo Poznańskie, wyd. III (Poznań 1974).
- Niemcy w Poznańskiem wobec polityki germanizacyjnej 1815–1920. Red. Lech Trzeciakowski, Wydawnictwo Instytutu Zachodniego (Poznań 1976).
- Rola Wielkopolski w dziejach narodu polskiego. Księga pamiątkowa dedykowana prof. Witoldowi Jakóbczykowi w 70 rocznicę urodzin. Red. Stanisław Kubiak i Lech Trzeciakowski (Poznań 1979).
- RFN – PRL. Bilans stosunków wzajemnych. Problemy i perspektywy normalizacji. Red. Lech Trzeciakowski, Wydawnictwo Polskiego Instytutu Spraw Międzynarodowych (Warszawa 1979).
- Polacy w historii i kulturze Europy Zachodniej. Słownik biograficzny. Red. Krzysztof Kwaśniewski i Lech Trzeciakowski (Poznań 1981)
- Społeczny ruch kulturalny. Tradycja a współczesność. Materiały i studia do dziejów kultury w Wielkopolsce. Red. Dzierżymir Jankowski i Lech Trzeciakowski (Poznań 1981).
- Maria Trzeciakowska, Lech Trzeciakowski, W dziewiętnastowiecznym Poznaniu. Życie codzienne miasta 1815–1914, Wydawnictwo Poznańskie (Poznań 1982).
- Powstanie listopadowe a problem świadomości historycznej. Red. Lech Trzeciakowski (Poznań 1983).
- La formazione dello stereotipio del tedesco nella societa Polacca del sec. XIX, Universite de Perugia (Perugia 1987).
- The Kulturkampf in Prussian Poland, East European Monographs. Distributed by Columbia University Press (New York 1990).
- Dzieje Poznania, t. II, cz. I: Lata 1793–1918. Red. Jerzy Topolski i Lech Trzeciakowski (Poznań 1994).
- Dzieje Poznania, t. II, cz. II: Lata 1918–1945. Red. Jerzy Topolski i Lech Trzeciakowski (Poznań 1998).
- Poland between the Soviet Union and Germany. Wyd. Center for International Programs Meiji University (Tokio 1999).
- Samomodernizacja społeczeństw w XIX wieku: Irlandczycy, Czesi, Polacy. Red. Lech Trzeciakowski i Krzysztof A. Makowski (Poznań 1999).
- W kręgu polityki. Polacy – Niemcy w XIX wieku, Wyd. Instytutu Historii UAM (Poznań 2002).
- Dzieje polityczne – kultura – biografistyka. Studia z historii XIX i XX wieku ofiarowane prof. Zbigniewowi Dworeckiemu. Red. Lech Trzeciakowski i Przemysław Matusik (Poznań 2002).
- Posłowie polscy w Berlinie 1848-1928, Wydawnictwo Sejmowe (Warszawa 2003).
- Otto von Bismarck, Wydawnictwo Ossolineum, Wrocław 2009.
- Album Amicorum Profesora Lecha Trzeciakowskiego, Wydawnictwo IH UAM, Poznań 2012

## Uczniowie
Wypromował ponad 500 magistrów UAM (stacjonarnych, zaocznych, z ośrodków zamiejscowych) oraz Wyższej Szkoły Nauk Humanistycznych i Dziennikarstwa, 25 doktorów. Uczniami profesora byli m.in.: Witold Molik, Paweł Cieliczko, Krzysztof A. Makowski, Czesław Pest, Przemysław Matusik, Jerzy Kołacki, Adam Michnik.

## Filmografia
Konsultant naukowy
- film fabularny Bestia (1978)
- Najdłuższa wojna nowoczesnej Europy (1982) w reżyserii Jerzego Sztwiertni
- filmu telewizyjnego Chwała zwycięzcom (2003) w reżyserii Adka Drabińskiego, realizacja Bogusław Wołoszański[17][18]
- Śladami Pawła Edmunda Strzeleckiego (2008), TVP Poznań
- Profesor Lech Trzeciakowski – seria „Wybitne Postacie Uniwersytetu”, Uniwersyteckie Studio Filmowe UAM, 2012